# Arauquinoïde cultuur
De Arauquinoïde cultuur was een inheemse cultuur in de Guiana's die in Suriname vooral als de Hertenrits-cultuur bekend is. Haar oorsprong ligt waarschijnlijk in het Orinoco-gebied.
Typisch aardewerk van deze cultuur wordt gevonden waar de Apure in de Orinoco uitkomt. Rond 500 na Chr. begint de cultuur zich naar de beneden-Orinoco uit te breiden en vervangt er de oudere Barrancoïde cultuur. In de 7e eeuw waaiert de cultuur zich uit in drie richtingen. Samen met de Cedeñoïde cultuur ontstaan er een cultuur op de Llanos van West-Venezuela, een andere groep vaart naar Trinidad en de kleine Antillen en de derde beweging is oostwaarts langs de kust van de Guiana's, eerst naar het gebied rond Hertenrits, later tot in het huidige Frans-Guyana. De bevolking neemt toe in die tijd. Rond 1000 zijn er vier Arauquinoïde culturen in het gebied te onderscheiden: Hertenrits en, van de Coppename tot Cayenne: Kwatta, Barbakoeba en Thémire.  Hun aanwezigheid is zeker tot 1250 merkbaar, mogelijk zelfs tot 1650.
Er zijn in het huidige Suriname twee inheemse taalgroepen, het Karaïbs en Arawaks. Er wordt vaak aangenomen dat de Arauquinoïde cultuur een invasie van Arawak-sprekers vertegenwoordigt, maar dat is wel gebaseerd op de situatie zoals die bij aanvang van de kolonisatie was. Dit soort identificaties is altijd hachelijk. Archeologie is nu eenmaal niet bij machte te laten horen welke taal een pottenbakker sprak die eeuwen daarvóór leefde. Er zijn ook studies die de Araquinoïde cultuur juist met de Karaïben identificeren.

## Muiraquitã

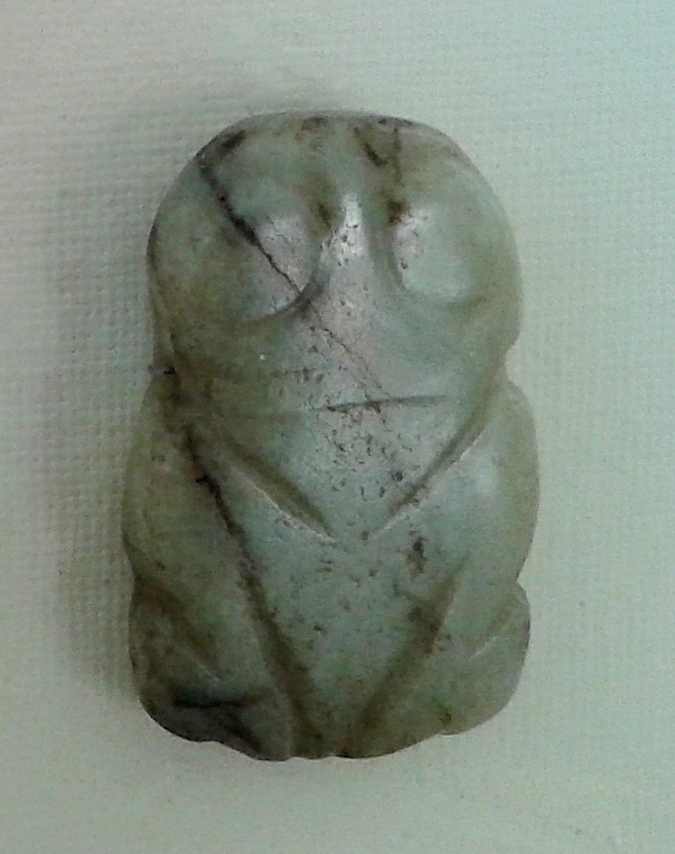
Een muiraquitã uit Santarém

Een opmerkelijk product van de Kwatta-cultuur is de muiraquitã, die ook elders, in het Amazone-gebied en aan het Valencia-meer in Venezuela vervaardigd werden. Het zijn hangers van groene steen die vooral kikvorsen voorstellen. Latere koloniale berichten verhalen dat deze hangers een grote betekenis hadden voor de inheemsen die ze droegen. Er waren legenden dat ze gemaakt werden door Amazones uit het binnenland, maar  de weergave van de berichtgeving was waarschijnlijk erg vertekend. De Kwatta-cultuur zetelde niet ver van het huidige Paramaribo, waar natuursteen zo zeldzaam is als in Nederland. Ze verkregen het gesteente uit het binnenland, mogelijk van de Brownsberg-groepen die niet tot de Arauquinoïde cultuur behoorden. Zij waren mogelijk Karaïben.

## Landbouw
Vondsten van deze cultuur in Frans-Guyana en Suriname laten zien dat zij vernuftige landbouwers waren. Zij vormden een netwerk van kunstmatig opgehoogde akkertjes in de kustvlakte waarop zij een verscheidenheid aan gewassen verbouwden, zoals maïs, cassave en pompoensoorten. Zij hadden daarbij de hulp van mieren, termieten en aardwormen die op deze terpjes leven en ze zelfs na het einde van de Arauquinoïde periode in stand gehouden hebben door ze voortdurend van nieuw organisch materiaal te voorzien. De wormen zorgden ervoor dat de terp poreus bleef en beter afwaterde, wat in een land met 4 meter regenval per jaar geen luxe is. De akkertjes verloren waarschijnlijk hun vruchtbaarheid na enige tijd, maar na een tijdje braak gelegen te hebben, hadden de dierlijke hulptroepen van de Arauquinoïden de vruchtbaarheid weer hersteld.
De opgehoogde akkertjes konden flink van grootte verschillen. Sommige waren 1-3 meter breed en 5 tot 30 m lang en 30 tot 80 cm hoog. Maar in Frans-Guyana komen miniatuurakkertjes voor van een halve tot een hele meter in doorsnee en 20-50 cm hoogte. Deze miniatuurakkertjes zijn veel moeilijker vanuit de lucht te onderkennen dan de grotere. Een bijzondere vondst in de zwamp bij de Prins Bernhard-polder in Nickerie liet iets zien van de werktuigen van de Arauquinoïde cultuur. Het was een hardhouten schop (waarschijnlijk van groenhart,Tabebuia serratifolia) met een afgeplat en afgerond uiteinde en een (gebroken) cilindrische steel, die waarschijnlijk gebruikt werd om aarde en slik op de verhoogde akkers te werpen en de slootjes ertussen uit te slatten. Koolstofdatering gaf een datum rond 1240-1280 na Chr.